# Grande Assemblée nationale de Turquie
Pour les articles homonymes, voir Grande Assemblée nationale et Assemblée nationale.
 (juin 2018).
28e législature
Assemblée générale de l'Empire ottoman
Siège de la Grande Assemblée nationale
La Grande Assemblée nationale de Turquie (en turc : Türkiye Büyük Millet Meclisi abrégé TBMM) est le parlement monocaméral de la république de Turquie, composé de 600 députés.
Dans le système constitutionnel turc, la Grande Assemblée nationale détient le pouvoir législatif. Son président est Numan Kurtulmuş (AKP) depuis le 7 juin 2023.

## Élection
La Grande Assemblée nationale est composée de 600 députés élus pour cinq ans au scrutin proportionnel plurinominal à listes bloquées, répartis selon la méthode D'Hondt avec un seuil électoral de 7 %.
Le scrutin a lieu dans 87 circonscriptions plurinominales correspondant pour la plupart aux 81 provinces du pays. L'attribution du nombre de sièges par province se fait sur la base de leur population. Celles qui se voient attribuées entre 19 et 36 sièges en raison de leur importance démographique sont divisées en deux circonscriptions, et celles qui en obtiennent plus de 36 sont divisées en trois. En 2023, les villes de Bursa et d'Izmir sont par conséquent divisés en deux et Istanbul et Ankara en trois,.
Au seuil électoral s'ajoutent plusieurs conditions supplémentaires auxquelles un parti doit se soumettre pour pouvoir bénéficier de sièges. Ils doivent avoir une présence dans un minimum d'un tiers des districts d'au moins 40 provinces, dans lesquelles ils doivent présenter au moins deux candidats.
Depuis la modification constitutionnelle de 2017, la possibilité d'alliances préélectorales entre deux partis ou plus a été rendue possible. Dans l'hypothèse où une partie seulement des membres d'une alliance parvient à franchir le seuil de 10 %, les partis ayant échoué à l'obtenir se voient tout de même attribuer des sièges. Enfin, dans le cas des alliances, les électeurs ont le choix de voter pour un ou l'intégralité des partis, représentés sur le même bulletin, où il convient de cocher. Les suffrages concernant une alliance sont partagés proportionnellement par les partis, suivant les scores obtenus par chacun d'eux. Les candidats indépendants doivent simplement franchir le quotient électoral dans leur circonscription.

### Seuil électoral
De 1982 à 2022, le seuil électoral était de 10 %. Ce seuil très élevé, introduit par la junte militaire à la suite du coup d'État de 1980, était régulièrement critiqué par l'opposition qui militait pour son abaissement. 
Le seuil de 10 % avait par le passé poussé au regroupement des formations et au vote tactique de la part des électeurs afin d'éviter que leur vote ne soit « perdu ». Lors des législatives de 2002, notamment, l'émiettement des voix amène à l'élimination de tous les partis sauf deux, l'AKP et le CHP se partageant la totalité des sièges tout en ayant recueilli respectivement 34 % et 19 % des voix. À l'inverse, au cours des législatives de juin 2015, le HDP aurait reçu de nombreuses voix en dehors de son socle électoral kurde de la part d'électeurs de l'opposition souhaitant éviter son élimination qui aurait entraîner une répartition des sièges au profit de l'AKP.

## Fonctions et pouvoirs
« Le pouvoir législatif appartient à la Grande Assemblée nationale de Turquie au nom de la nation turque. Ce pouvoir ne peut pas être délégué.

— Article 7 de la Constitution turque de 1982 »
La Grande Assemblée nationale :
- vote la loi ;
- contrôle les actions du conseil des ministres ;
- accorde le pouvoir au conseil des ministres de faire des décrets-lois ;
- approuve le budget ;
- autorise l'émission de monnaie ;
- déclare la guerre ;
- confirme la ratification des traités internationaux ;
- proclame, avec l'accord des trois cinquièmes de ses membres, l'amnistie ;
- exerce les autres pouvoirs qui lui sont attribués par la Constitution[6].

En matière constitutionnelle, la Grande Assemblée nationale de Turquie est également compétente pour :
- Nommer trois des quinze membres de la Cour constitutionnelle[7] ;
- Adopter, avec l'accord des trois cinquièmes au moins de ses membres, des amendements constitutionnels[8].

Le règlement intérieur de la Grande Assemblée nationale doit être approuvé par la Cour constitutionnelle.

## Histoire

### De l'institution

#### Le CHP, parti unique
La Grande Assemblée nationale de Turquie est constituée le 23 avril 1920, à la suite des élections organisées par Mustafa Kemal Atatürk. Ce dernier en devient alors président à l'unanimité. Le 29 avril suivant, un comité exécutif est élu, qui déclare que le nouveau parlement est le gouvernement légal et provisoire du pays.
Les premières élections se tiennent le 28 juin 1923, seul le Parti républicain du peuple (CHP) de Mustafa Kemal étant alors autorisé. Les élections se tiennent alors tous les quatre ans et voient le nombre de parlementaires augmenter régulièrement, de 333 en 1923 à 492 vingt ans plus tard.
Le droit de vote aux élections nationales est accordé aux femmes en 1934. Elles votent pour la première fois lors du scrutin législatif de 1935, à l'issue duquel 18 députées sont élues (4,6 % des parlementaires).

#### Mise en place du multipartisme
À la suite de la Seconde Guerre mondiale, le multipartisme est autorisé, mais les élections du 21 juillet 1946 consacre la domination du CHP avec un score de 61 %. Toutefois, le scrutin suivant, tenu le 14 mai 1950, voit la victoire du Parti démocrate (DP), qui remporte 53,3 % des suffrages exprimés.

#### La Constitution de 1961
Avec le coup d'État militaire du 27 mai 1960, l'activité parlementaire est suspendue, le DP est dissous et le pouvoir concentré dans les mains du comité pour l'unité nationale (MBK).
Le MBK établit une nouvelle Constitution, la troisième depuis l'indépendance, qui fait de la Grande Assemblée nationale le Parlement bicaméral de la République, composé d'une Assemblée nationale de 450 députés élus pour quatre ans et d'un Sénat de la République de 150 sénateurs élus pour six ans et renouvelés d'un tiers tous les deux ans, les membres du MBK et les anciens présidents y siégeant de droit.
Entre 1965 et 1973, le Parti de la justice (AP) de Süleyman Demirel contrôle la majorité absolue à la chambre basse. À la suite du coup d'État du 12 septembre 1980, l'activité parlementaire est à nouveau suspendue et le pouvoir législatif revient au Conseil de sécurité nationale (MGK).

#### La Constitution de 1982
La Constitution de 1982 rétablit le monocamérisme du Parlement, qui garde le nom de Grande Assemblée nationale de Turquie. Le nombre de députés, initialement fixé à 400, est augmenté à 450 en 1987, puis 550 en 1995. Bien que la durée de la législature soit fixée à cinq ans, jamais une élection ne s'est tenue à terme, le scrutin de 2007 étant celui clôturant la plus longue législature depuis le coup d'État.
Entre 1983 et 1991, le Parti de la mère patrie (ANAP) gouverne avec une majorité absolue. S'ensuivent onze ans de changements de majorité, que vient clore la victoire, en 2002, du Parti de la justice et du développement (AKP). Ce dernier confirme sa majorité absolue aux deux élections suivantes, 2007 et 2011, ce qui constitue la plus importante domination parlementaire d'un parti en Turquie depuis l'introduction du multipartisme.
Par la révision constitutionnelle du 31 mai 2007, la durée du mandat législatif a été ramenée à quatre ans.

#### Révision constitutionnelle de 2017
La révision constitutionnelle de 2017, critiquée par ses opposants comme une présidentialisation du régime mettant en danger la séparation des pouvoirs législatif et exécutif, rétablit la durée de la législature à cinq ans et accroît le nombre de députés à 600. Elle supprime le poste de Premier ministre et permet à l'Assemblée de renverser le président de la République, au prix du déclenchement d'élections législatives anticipées.

### Du bâtiment
L'édifice abritant la première Assemblée nationale fut construit en 1923 par l’architecte turc Vedat Tek (en). C’était à l’origine le bâtiment du parti unique, le Parti républicain du peuple (CHP), qui est transformé pour accueillir l’Assemblée.
Les locaux devenant au fil du temps de plus en plus petits, d’énormes travaux d'agrandissement sont entrepris et débouchent sur la construction d’un nouvel édifice. C'est dans ce nouvel édifice, ouvert le 18 octobre 1924, qu'ont été réalisées les grandes réformes de la République turque sous la direction d'Atatürk.

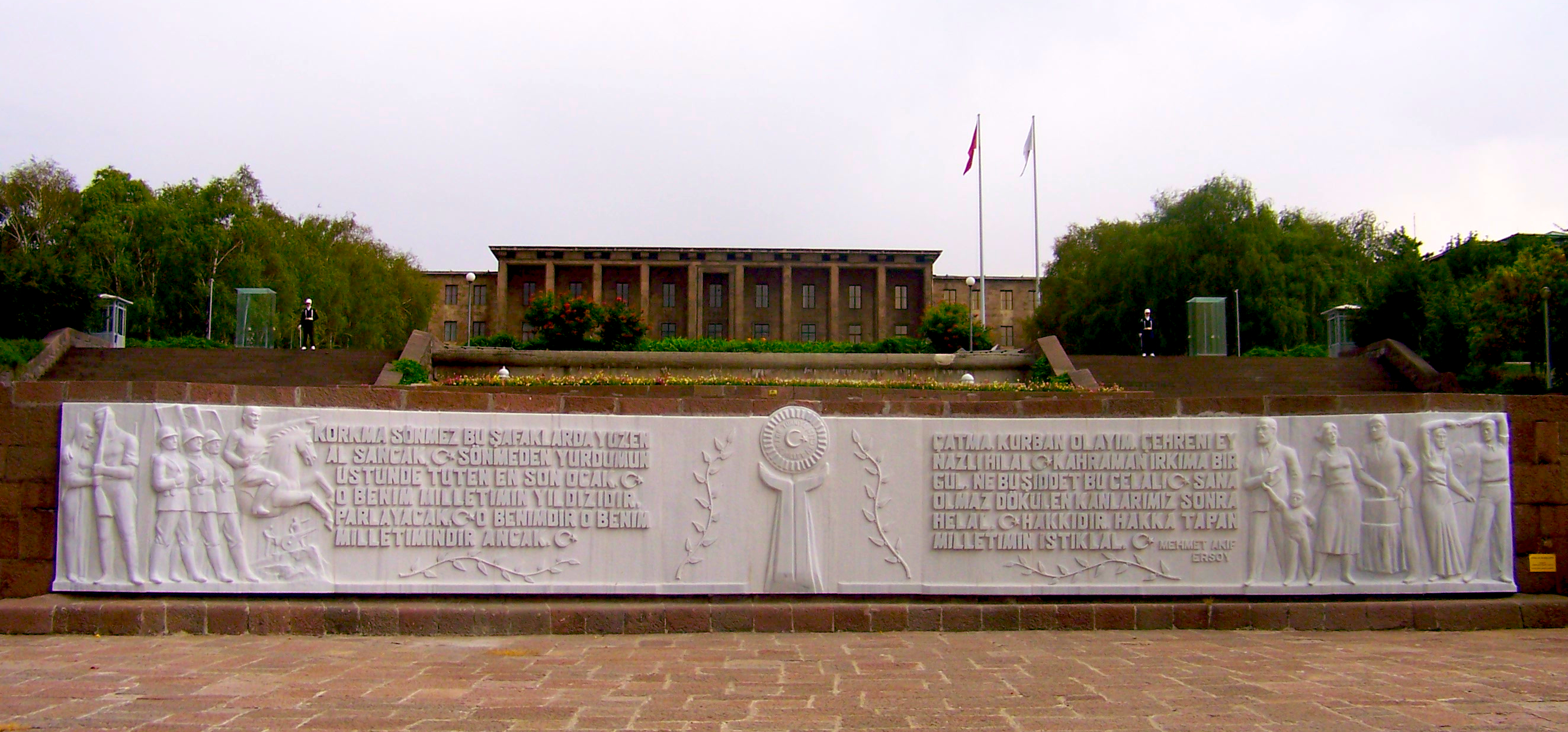
Façade avant actuelle de la Grande Assemblée.

Les députés turcs poursuivent leur travail dans cette assemblée pendant 36 ans, du 18 octobre 1924 au 27 mai 1960. En 1961, l’Assemblée emménagea dans de nouveaux locaux et l’ancien immeuble est assigné à l’Organisation du traité central (CENTO). Après la dissolution de cette organisation, les deux bâtiments passent sous le contrôle du ministère de la Culture, qui les transforme quelques années plus tard en musée.
Le bâtiment est dévasté par des bombardements de F-16 de l'armée turque lors de la tentative de coup d'État de juillet 2016,.

## Fonctions

### Le président
Élu pour un mandat de trois ans en début de législature, deux ans en fin de législature par ses pairs, le président de la Grande Assemblée nationale de Turquie dispose, dans ses fonctions de plusieurs prérogatives :
- il préside les séances ;
- il contrôle le budget et les dépenses parlementaires ;
- il contresigne les lois votées en séance et signées par le président de la République ;
- il a une capacité de contrôle sur le travail des députés.

Par ailleurs, le président de la Grande Assemblée est le troisième personnage de l'État du pays dans l'ordre protocolaire. Jusqu'en 2018, en cas de décès, de démission ou de tout empêchement du président de la République d'assumer ses fonctions, le président de la Grande assemblée devient de ce fait président de la République par intérim et doit convoquer une nouvelle élection présidentielle.

## Groupes parlementaires
Les groupes parlementaires (composés au minimum de 20 membres) de la 28e législature se répartissent comme suit :
| Parti                                                                                     | Idéologie                                                                                                | Sièges    | Président de groupe |
| ----------------------------------------------------------------------------------------- | --- | --------- | ------------------- |
| Parti de la justice et du développement Adalet ve Kalkınma Partisi                        | Droite à extrême droite Nationalisme, démocratie islamique, conservatisme social, libéralisme économique | 272 / 600 | Abdullah Güler      |
| Parti républicain du peuple Cumhuriyet Halk Partisi                                       | Centre-gauche Social-démocratie, kémalisme, europhilie,                                                  | 133 / 600 | Özgür Özel          |
| Parti de l’égalité et de la démocratie des peuples Halkların Eşitlik ve Demokrasi Partisi | Gauche Socialisme démocratique, populisme de gauche, droits des minorités, écologie politique            | 57 / 600  | Tuncer Bakırhan     |
| Parti d'action nationaliste Milliyetçi Hareket Partisi                                    | Droite à extrême droite Ultranationalisme, panturquisme, populisme de droite, euroscepticisme            | 47 / 600  | Devlet Bahçeli      |
| Le Bon Parti İyi Parti                                                                    | Centre, centre droit, à droite Nationalisme, kémalisme, libéral-conservatisme, laïcisme, europhilie      | 28 / 600  | Müsavat Dervişoğlu  |
| Yeni Yol Partisi                                                                          | Droite à extrême droite Islamisme, nationalisme religieux, Millî Görüş                                   | 24 / 600  | Bülent Kaya         |